# Grand Place
Cet article concerne le village de La Réunion. Pour le village de Haïti, voir Grand Place (Haïti).
Pour les articles homonymes, voir Grand-Place (homonymie).
Grand Place est un petit village des Hauts de l'île de La Réunion, un département d'outre-mer français dans le sud-ouest de l'océan Indien. Situé sur le territoire communal de La Possession, il constitue l'un des îlets du cirque naturel de Mafate, au centre de celui-ci. Inaccessible par la route, il peut être atteint à pied via un sentier de randonnée doublant le GR R2 entre Cayenne à l'ouest et Îlet à Bourse à l'est.

## Géographie
Grand Place est un lotissement du cirque de Mafate ayant une de la plus grande superficie et s'étendant sur un plaine incliné qui va de 520 m à ~1 000 m à l'ombre du Piton Calumet (hauteur 1 616 m). Grand Place est en grande partie inconstructible, 67,5 % de sa surface estimée, soit 62,3 hectares, ne pouvant accueillir de bâti.
Elle peut donc être séparée en trois quartiers : 
- Grand Place les Hauts ;
- Grand Place École ;
- Grand Place les Bas appelé Cayenne.

À proximité, la rivière des Galets coule vers le nord et draine la caldeira.
La petite église de l'îlot Notre Dame de Lourdes est située à Cayenne. L'édifice actuel a été reconstruit et inauguré en 1970. Le petit clocher porte une cloche qui semble avoir été coulée avec l'inscription « Jésus, Marie, Joseph » en 1745.

## Éducation
La première école (et à l'époque la seule de Mafate) a été construite à Cayenne en 1923, mais ce bâtiment n'est plus utilisé bien que toujours debout. En 1996, la petite école élémentaire Léonard Thomas a été établie à Grand Place École. Elle a une capacité de 10-20 élèves qui proviennent non seulement de Grand Place, mais aussi des îlots voisins. L'enseignant reste généralement pendant la semaine dans une pièce du petit complexe, et il y a également une possibilité de cantine pour que les enfants puissent prendre un repas chaud pendant la pause de midi.

## Personnalités notables

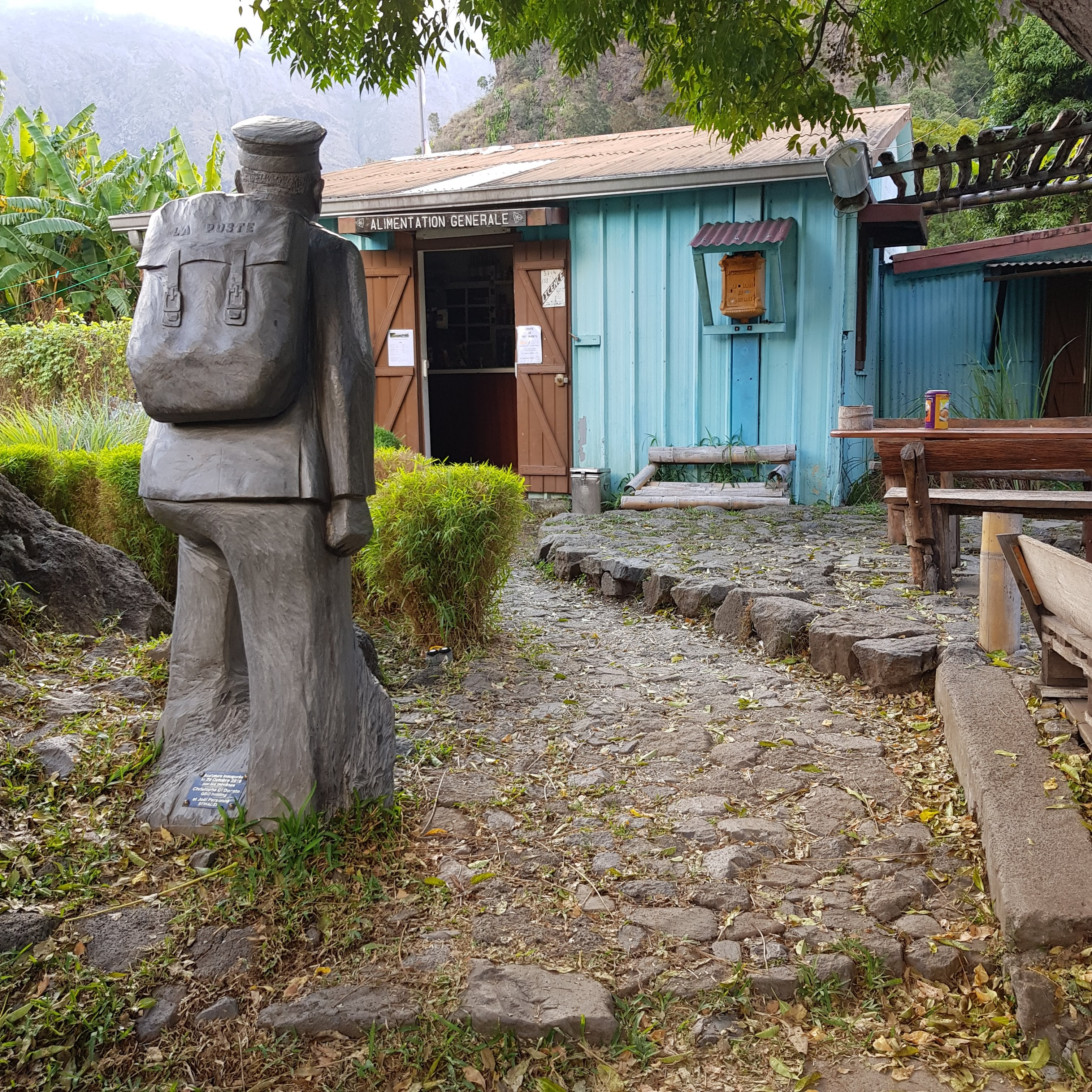
La statue d'Yvrin Pausé en tenue de postier regardant l'épicerie qu'il a fondée.

Une statue en basalte d'Yvrin Pausé (1928-2019), réalisée par le sculpteur Marco Ah Kiem, a été installée dans le village en 2016, pour rendre hommage au facteur des montagnes de Mafate. Il a desservi de 1951 à 1991 la région à pied et a parcouru environ un quart de million de kilomètres durant ses années de service. Le centre de tri postal du Port porte également son nom, et il a reçu une médaille du mérite en 1993 pour ses accomplissements. Grand Place est sa ville natale, où il a vécu et travaillé, notamment une épicerie qu'il exploitait avec sa femme depuis 1960 et un gîte Le Bougainvillier qu'il a ouvert à 71 ans.